# 至喜长江大桥

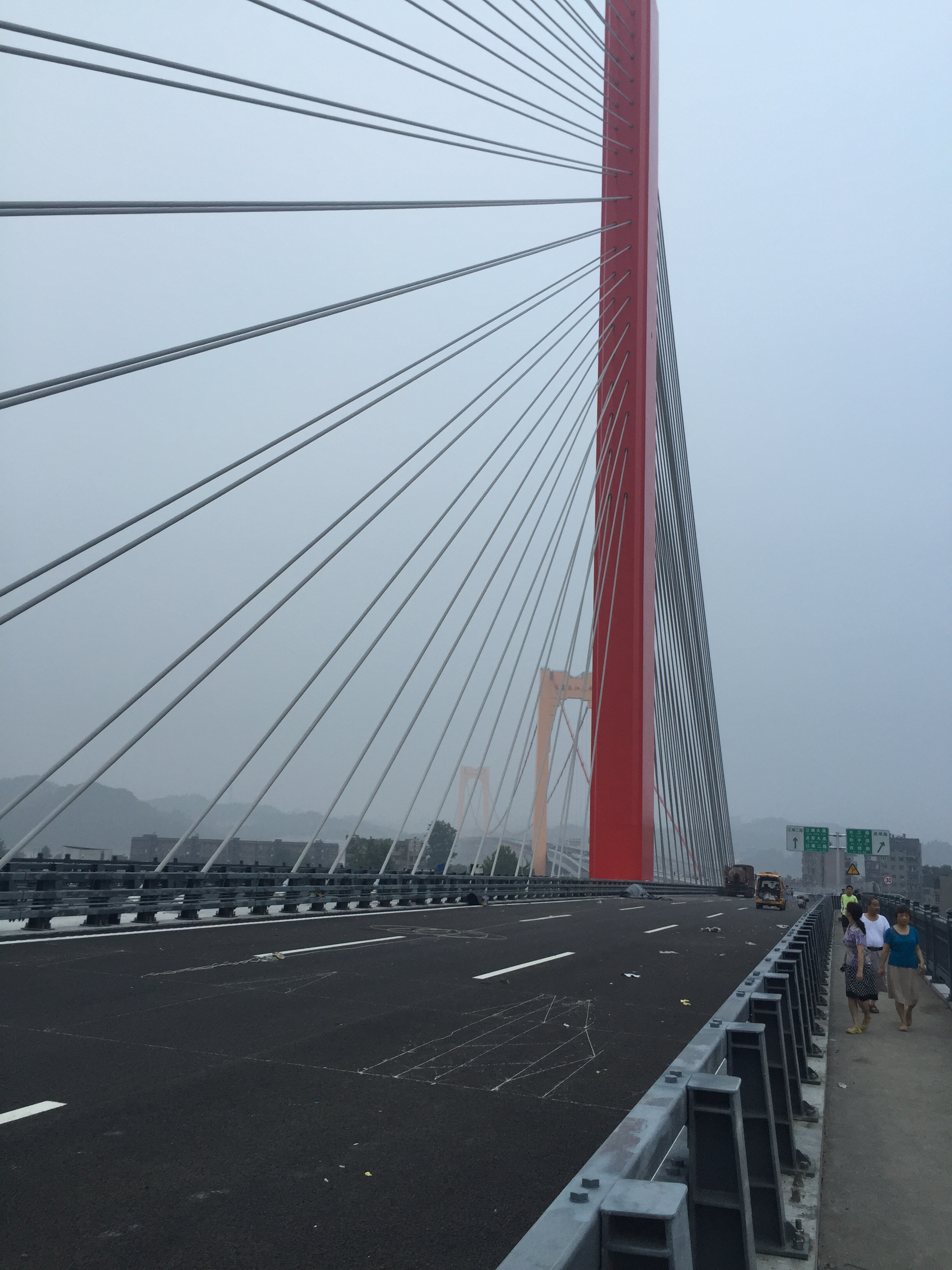
宜昌至喜长江大桥的三江桥桥面，背景为至喜长江大桥的大江桥

至喜长江大桥，原名庙嘴长江大桥，位于中国湖北省宜昌市葛洲坝水利枢纽下游2.7公里。该桥全长3.23公里，投资27.67亿元人民币，其中包括桥梁主体工程，以及房屋拆迁、移山、修路等配套工程。至喜长江大桥是宜昌市第六座长江大桥，也是继武汉鹦鹉洲长江大桥之后，世界第二座钢板结合梁悬索桥。2012年11月18日正式动土施工，到2016年7月18日正式通车，目前全天免费通行。该桥的通车取代了葛洲坝坝顶公路，此后葛洲坝将进行彻底的封闭管理。
该桥横跨宜昌市西陵区、长江中心的岛屿西坝以及对岸的点军区，并在三地都建有便捷的双向匝道用于车辆上下桥。目前该桥梁已经贯通了位于长江两岸的宜昌市西陵区和点军区，2017年9月城区新的公交车215路已经正式投入运营，线路通过这座桥。同时，桥梁的路标、摄像头、人行道及其进出口的楼梯已经建设完毕，由后台计算机调节光线强度的LED路灯也已启用。桥南岸已经完成和江南路、江城大道的对接，桥北岸的西陵二路快速路与峡州大道也完成了对接，目前正在修建由西陵二路高架桥至沿江大道的匝道。由于工程巨大，距完全竣工还有一些时日。该桥的落成会使宜昌长江两岸的交流更加方便，这也是宜昌市政府出台的长远规划《宜昌市城市总体规划（2011-2030年）》中的一部分。

## 结构
至喜长江大桥由大江桥、三江桥、南北引桥组成。其中三江桥为主跨210米的混凝土斜拉桥，大江桥为主跨838米的悬索桥，该部分为双向六车道，是目前宜昌市桥面最宽的跨江大桥。

## “反恐大桥”
除了作为跨江通道外，至喜长江大桥还是作为保障三峡工程安全运行的重大战略项目，以及长江三峡后续配套工程之一，因此也被称为“反恐大桥”。

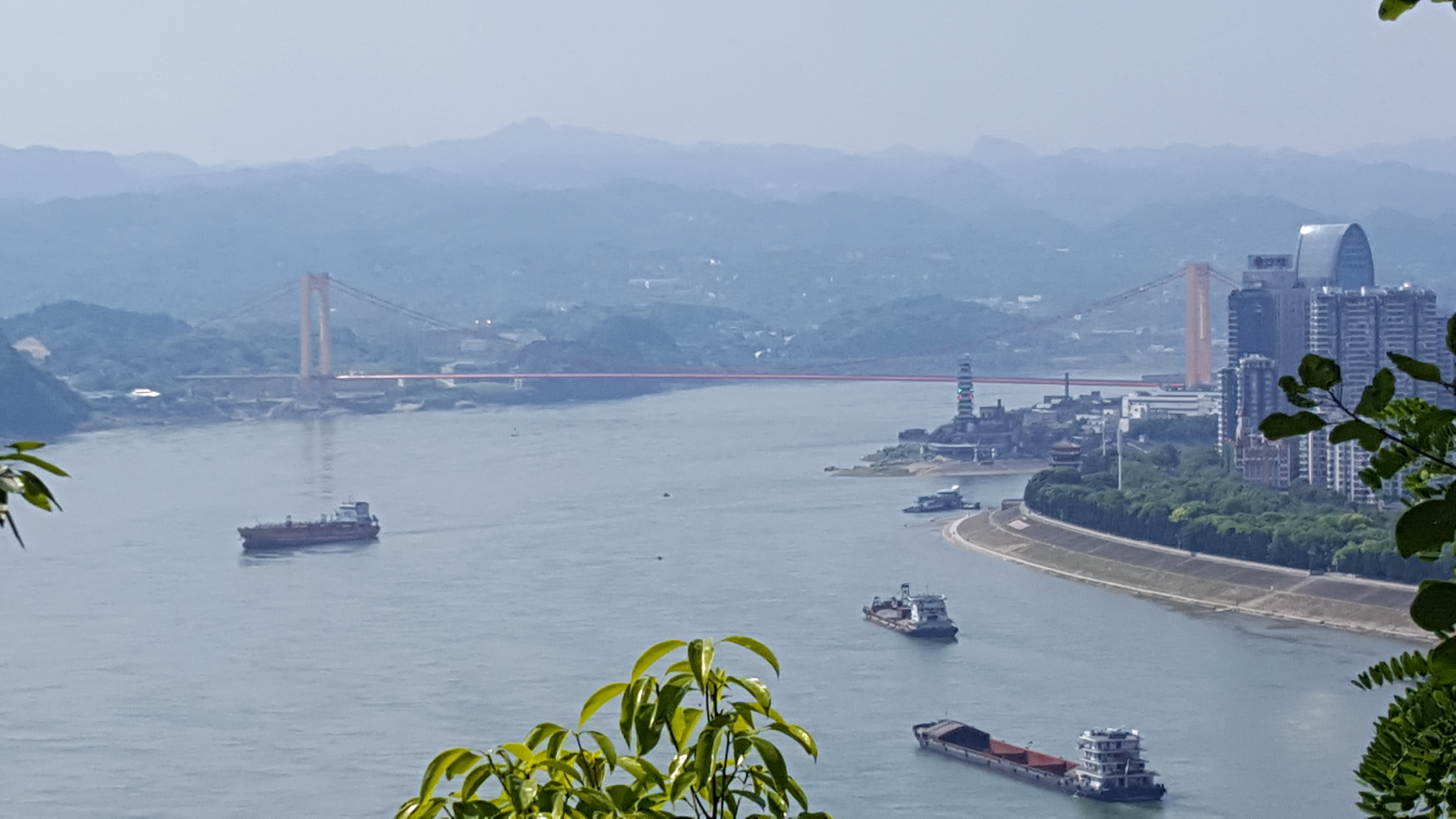
至喜长江大桥